# Neoumanism
Neoumanismul sau Noul Umanism este o doctrină politică de centru-stânga, fondată la finele sec. XX sub influența lucrărilor scriitorului și publicistului argentinian Mario Luis Rodríguez Cobos, zis Silo. Principalele idei și valori pentru care pledează neoumanismul sunt: solidaritatea, non-violența și non-discriminarea. Neoumanismul este o extensie a umanismului și promovează dragostea pentru toate ființele și obiectele însuflețite și neînsuflețite, pe lângă grija față de ființele umane avându-se în vedere protecția mediului. Se pronunță împotriva globalizării și  neoliberalismului, care ar conduce la dezumanizarea individului și a societății. Mai multe formațiuni politice minore din America Latină și din Europa s-au declarat promotoare ale unor programe de esență neoumanistă, majoritatea dintre ele făcând parte din Internaționala Umanistă.